# Elmas Mehmed Paixà
Elmas Mehmed Paixà (1662-1697) fou gran visir otomà del 1695 al 1697. Elmas vol dir "diamant". Va néixer a Hosalay (antiga Mesed), a l'est de Kastamonu sent fill d'un patró de vaixell i tenia fama de molt guapo. Divrigili Mehmed Agha, governador de Trípoli del Líban (1677-1678) el va introduir a l'administració quan tenia 15 anys, i va tenir una carrera ràpida, arribant a beglerbegi el 1689 i a visir el 1690 amb 28 anys. El 1695 fou nomenat caimacan d'Istanbul pel sultà Mustafà II i durant la preparació de la campanya contra Hongria va decidir nomenar-lo gran visir al lloc de Sürmeli Ali Paixà, destituït el 22 d'abril de 1695 a causa d'una revolta dels geníssers (condemnat a l'exili fou finalment executat el 18 de maig de 1695). Va participar en tres campanyes i es va destacar especialment en la segona en què va derrotar a l'elector de Saxònia Frederic August que assetjava Temesvar, en la batalla de Cenei (Buldur Koyu Boghazi) prop del riu Bega. A la reunió del consell de guerra de Belgrad de 15 d'abril de 1697, d'acord amb la majoria d'oficials, va ordenar a l'exèrcit anar cap al nord cap al Banat, però al creuar el Tisza prop de Zenta les seves tropes foren sorpreses pels imperials manat pel príncep Eugeni de Savoia que havia arribat a aquest punt per una marxa forçada la nit del 10 a l'11 de setembre, i foren aniquilades amb 20.000 morts i 10.000 ofegats en la batalla de Zenta. El sultà va fugir i els geníssers es van revoltar i van matar el gran visir i molts membres del seu estat major.